# Harasov (hrad)
Zbytky hradu Harasov (též Krvomlýn) stojí na ostrohu nad rybníkem Harasov u osady Harasov, při cestě ze Lhotky u Mělníka na Kokořínský Důl.

## Historie
Hrad nechali vystavět příslušníci rodu Hrzánů někdy ve 14. či 15. století. V roce 1321 je na listině řádu německých rytířů v Řepíně zmiňován Pešek Haras z Újezda se svými bratry, ovšem v této době hrad zřejmě ještě nestál. V roce 1356 se na Bosyni uvádí Bohuněk Haras a v roce 1377 Hrzek z Újezda. Jeho synem byl patrně Dobeš z Újezda, majitel dvora v Chlumíně, po němž se také někdy psal. Zřejmě právě Dobeš nechal postavit hrad Harasov, po kterém se jeho rod psal. Sám jej převzal do predikátu v roce 1420. Jelikož bojoval proti husitům, získal po husitských válkách od císaře Zikmunda různé statky. Jeho syn Jindřich se po Harasově také psal, ale zda byl hrad ještě využíván, není známo. Kdy a jak se hrad dostal do statku Chodeč, není známo, nicméně v roce 1604 jej v rámci statku od Alexandra Kyje z Hyršfeldu odkoupil Václav Šťastný Pětipeský. Tím se pustý hrad dostal do panství Byšice.
Především jeho do skály vytesané sklepy, které se jako jediné dosud dochovaly, později využívali mlynáři z nedalekého Nového mlýna na Vrutickém potoce. Ti si je postupně upravovali, v polovině 19. století pak vytesali další, čímž došlo ke zničení původní dispozice hradu – jádro hradu oddělené od čtverhranného předhradí příkopem, další dvojice příkopů s valem uprostřed pak chránila vlastní hrad. Později byly sklepy znovu upraveny do podoby rekreačního skalního obydlí, kterému slouží dodnes.